# Marathon van Madrid 1991
De marathon van Madrid 1991 werd gelopen op zondag 21 april 1991. Het was de veertiende editie van deze marathon.
De overwinning bij de mannen ging naar de Tanzaniaan John Burra in 2:12.19. Hij verbeterde met deze tijd het parcoursrecord, dat het jaar ervoor op 2:14.24 was gezet. Bij de vrouwen was de Colombiaanse Fabiola Oppliger het snelste. Zij won de wedstrijd in 2:38.45.

## Uitslagen

### Mannen
| rang   | naam                 | land | tijd    |
| ------ | -------------------- | ---- | ------- |
| Goud   | John Burra           | TAN  | 2:12.19 |
| Zilver | Antoni Niemczak      | POL  | 2:14.47 |
| Brons  | Fedor Ryzhov         | RUS  | 2:14.54 |
| 4      | Domingos Barroso     | POR  | 2:15.11 |
| 5      | Juan Antonio Garcia  | ESP  | 2:16.35 |
| 6      | Diamantino Dossantos | BRA  | 2:16.49 |
| 7      | Rex Wilson           | NZL  | 2:16.52 |
| 8      | Wojciech Wieckowski  | POL  | 2:16.53 |
| 9      | Husen Ehemet         | ETH  | 2:16.53 |
| 10     | Jose Jorge Herrera   | ESP  | 2:17.05 |
| 11     | Philbert Nada Saktay | TAN  | 2:18.06 |
| 12     | David Navarro        | ESP  | 2:18.56 |
| 13     | Sergey Prokorov      | RUS  | 2:20.10 |
| 14     | Martin Mondragon     | MEX  | 2:20.22 |
| 15     | Gemechu Kebede       | ETH  | 2:20.34 |
| 16     | Bogumil Kus          | POL  | 2:20.39 |
| 17     | Ramiro Matamoros     | ESP  | 2:20.55 |
| 18     | Juan Ramon Torres    | ESP  | 2:21.22 |
| 20     | Fermin Martinez      | ESP  | 2:22.21 |
| 21     | Juan Antonio Balsera | ESP  | 2:22.29 |
| 22     | Juan Sarria          | ESP  | 2:22.51 |
| 23     | Wieslaw Dubiel       | POL  | 2:23.29 |
| 24     | Victor Urrea         | ESP  | 2:23.38 |

### Vrouwen
| rang   | naam               | land | tijd    |
| ------ | ------------------ | ---- | ------- |
| Goud   | Fabiola Oppliger   | COL  | 2:38.45 |
| Zilver | Ewa Szydlowska     | POL  | 2:41.32 |
| Brons  | Irina Ruban        | RUS  | 2:41.49 |
| 4      | Aurora Perez       | ESP  | 2:42.09 |
| 5      | Galina Ikonnikova  | RUS  | 2:43.01 |
| 6      | Valentina Lyakhova | RUS  | 2:43.06 |
| 7      | Weronika Troxler   | POL  | 2:46.52 |
| 8      | Maria Lopez        | ESP  | 2:48.31 |
| 9      | Joaquina Casas     | ESP  | 2:51.04 |

1978 ·
1979 ·
1980 ·
1981 ·
1982 ·
1983 ·
1984 ·
1985 ·
1986 ·
1987 ·
1988 ·
1989 ·
1990 ·
1991 ·
1992 ·
1993 ·
1994 ·
1995 ·
1996 ·
1997 ·
1998 ·
1999 ·
2000 ·
2001 ·
2002 ·
2003 ·
2004 ·
2005 ·
2006 ·
2007 ·
2008 ·
2009 ·
2010 ·
2011 ·
2012 ·
2013 ·
2014 ·
2015 ·
2016 ·
2017